# Gelat de mochi
El gelat de mochi és un dolç japonès fet de mochi (arròs glutinós picat) amb un farcit de gelat.
Va ser creat originalment per Lotte, una companyia coreana de confiteria, i comercialitzat com Yukimi Daifuku en 1981. Lotte va elaborar primer el producte usant midó d'arròs en lloc d'arròs glutinós i un tipus de gelat de llet en lloc d'autèntic gelat. El gelat de mochi és actualment una especialitat reconeguda internacionalment. Els noms comercials empleats inclouen el Mochi Ice Cream de Mikawaya als Estats Units (utilitzat també per altres companyies), que va començar a produir aquesta recepta en aquest país en 1993.